# Tivoli Stadion Tirol
Pour les articles homonymes, voir Tivoli.
Le Tivoli Stadion Tirol (anciennement Tivoli Neu) est un stade de football situé dans le quartier du Pradl à Innsbruck (Autriche). Il fait partie du complexe OlympiaWorld Innsbruck.

## Stade
Le stade de football "Tivoli Stadion Tirol" est l'enceinte où est domiciliée l'équipe du FC Wacker Innsbruck; il est utilisé pour des matchs nationaux et internationaux, ainsi que pour des matchs de football américain et pour des concerts. Il a ouvert en septembre 2000, inauguré par un match entre le FC Tirol et le Rapid de Vienne, gagné par l'équipe locale 1:0.
Le stade est utilisé pour le Championnat d'Europe de football 2008.
Il offre actuellement 17 400 places (debout et assises) pour les rencontres nationales et 15 200 places assises pour les rencontres internationales. Pour l'Euro 2008, les tribunes sud, est et ouest ont été surélevées pour atteindre une capacité de 30 000 places assises. Après la compétition, les tribunes ont été rabaissées pour revenir à la configuration actuelle. Toutes les places sont couvertes.
Jusqu'en 2000, le prédécesseur de "Tivoli-Neu" était le stade "Tivoli-Alt", qui a été détruit pour céder sa place à des logements.
En 2011 le stade est renommé Tivoli Stadion Tirol.

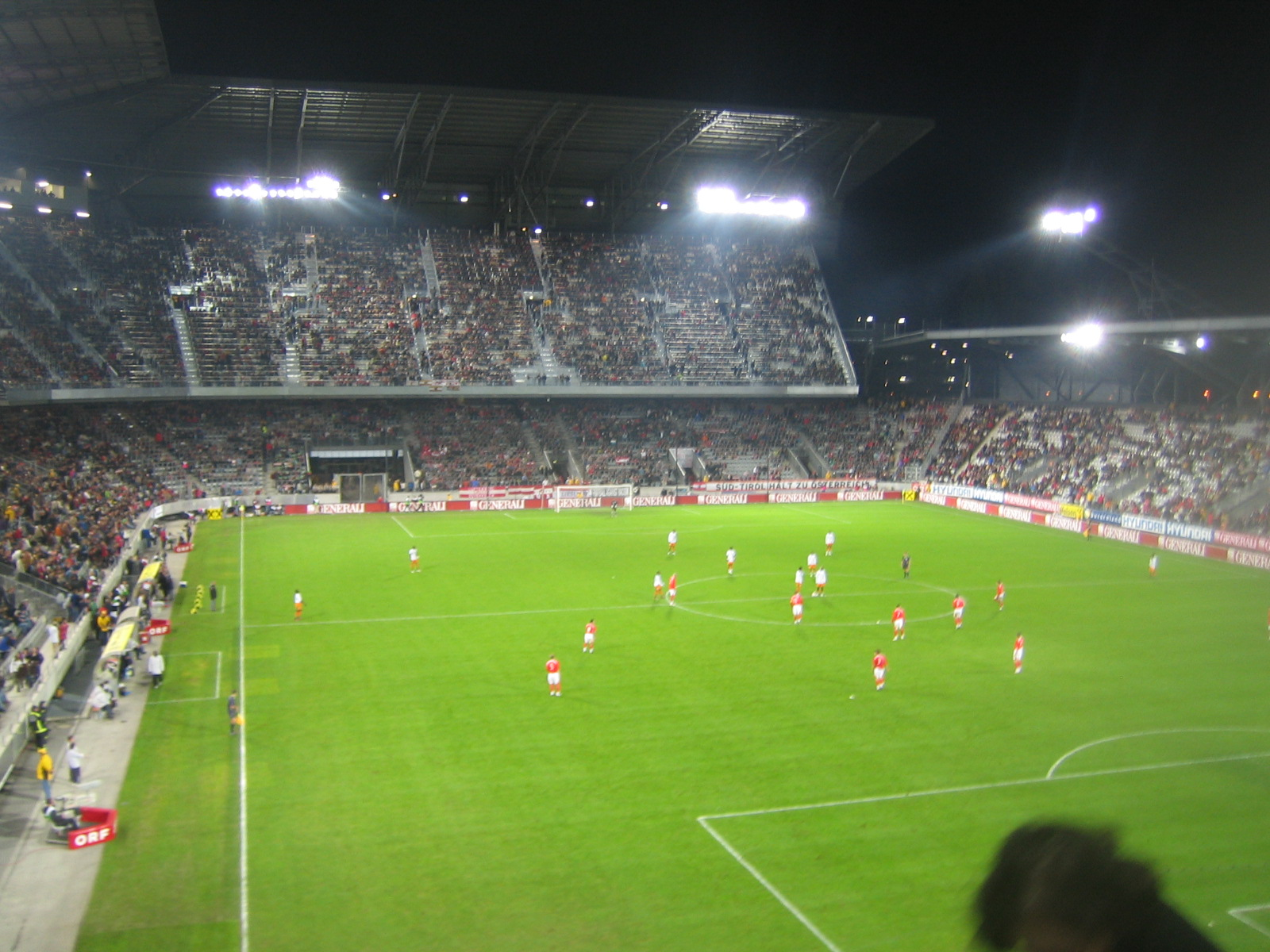
La configuration du stade lors de l'Euro 2008.
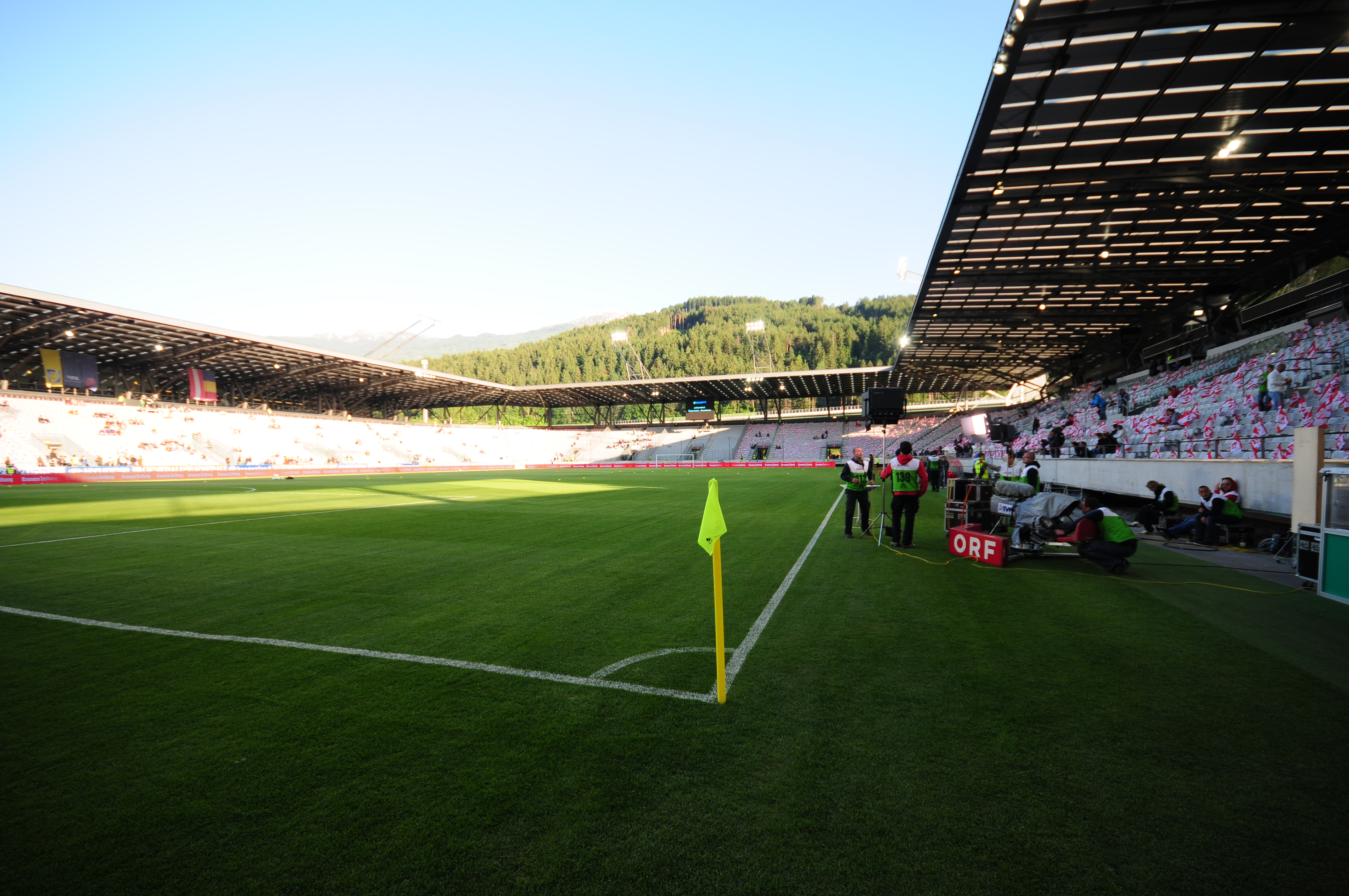
La configuration normale du stade

## Matches de l'Euro 2008
| Date         | Heure (UTC+1) | Equipe n°1 | Score | Equipe n°2 | Tour     | Spectateurs |
| ------------ | ------------- | ---------- | ----- | ---------- | -------- | ----------- |
| 10 juin 2008 | 18.00         | Espagne    | 4 – 1 | Russie     | Groupe D | 30 772      |
| 14 juin 2008 | 18.00         | Suède      | 1 – 2 | Espagne    | Groupe D | 30 772      |
| 18 juin 2008 | 20.45         | Russie     | 2 – 0 | Suède      | Groupe D | 30 772      |